# ターボル - ホルニー・ツェレケフ線
ターボル～ホルニー・ツェレケフ線（チェコ語: Železniční trať Tábor – Horní Cerekev）は、チェコ国鉄の鉄道線の名称である。路線番号は224。
1888年、チェコ・モラヴァ連絡鉄道によって開業した。

## 運行形態
快速と普通について説明する。

### 普通
- イフラヴァ - ホルニー・ツェレケフ - ターボル
2時間に1本の運行だが、一部はパツォフ - ターボルの区間運転で、パツォフ以東は4時間間隔が空くこともある。ホルニー・ツェレケフ以東は225号線と直通する。
2019年以前は3時間に1本程度の運行で、一部は、ペルフルジモフで系統が分かれていた。ホルニー・ツェレケフ以東、225号線との直通は一日2往復に限られ、他にポチャートキ・ジロヴニツェ方面にも一日1往復が乗入れていた。

### 臨時列車
夏の年1日に限り、ターボル - ペルフルジモフ間に蒸気機関車が一日1往復運行する。各駅停車。2018年運行。

### 過去の運行種別
- 快速「スピェシニー(Sp)」
  - ホルニー・ツェレケフ→ターボル→ラジツェ→プロチヴィーン
  - 2019年以前、休日の夕方片道1本のみ運行していた。ターボル以西は201号線に直通していた。途中、ペルフルジモフ、パツォフ、オブラタニ、ヒーノフに停車していた。

## 駅一覧
以下では、チェコ国鉄224号線の駅と営業キロ、停車列車、接続路線などを一覧表で示す。
- 種別
  - Os：普通
- 停車駅
  - ■印：全列車停車
  - ｜印：全列車通過

| 路線名 | 駅名                                       | 駅間営業キロ | 累計営業キロ | Os | 接続路線                                                                                     | 所在地       | 所在地           |
| ------ | ------------------------------------------ | ------------ | ------------ | -- | -------------------------------------------------------------------------------------------- | ------------ | ---------------- |
| 224    | ホルニー・ツェレケフ駅                     | -            | 0.0          | ■  | 225号線（ブルノ方面、プルゼニ方面）                                                          | ヴィソチナ州 | ペルフルジモフ郡 |
| 224    | フルジービェチー駅                         | 2.7          | 2.7          | ■  |                                                                                              | ヴィソチナ州 | ペルフルジモフ郡 |
| 224    | ノヴァー・ブコヴァー駅                     | 3.7          | 6.4          | ■  |                                                                                              | ヴィソチナ州 | ペルフルジモフ郡 |
| 224    | ドブラー・ヴォダ・ウ・ペルフルジモヴァ駅   | 2.1          | 8.5          | ■  |                                                                                              | ヴィソチナ州 | ペルフルジモフ郡 |
| 224    | ザイーチコフ駅                             | 3.2          | 11.7         | ■  |                                                                                              | ヴィソチナ州 | ペルフルジモフ郡 |
| 224    | リナーレツ駅                               | 3.4          | 15.1         | ■  |                                                                                              | ヴィソチナ州 | ペルフルジモフ郡 |
| 224    | ペルフルジモフ駅                           | 3.0          | 18.1         | ■  |                                                                                              | ヴィソチナ州 | ペルフルジモフ郡 |
| 224    | ヴラーセニツェ駅                           | 6.9          | 25.0         | ■  |                                                                                              | ヴィソチナ州 | ペルフルジモフ郡 |
| 224    | ノヴァー・ツェレケフ駅                     | 3.6          | 28.6         | ■  |                                                                                              | ヴィソチナ州 | ペルフルジモフ郡 |
| 224    | レスコヴィツェ駅                           | 3.4          | 32.0         | ■  |                                                                                              | ヴィソチナ州 | ペルフルジモフ郡 |
| 224    | パツォフ駅                                 | 7.0          | 39.0         | ■  |                                                                                              | ヴィソチナ州 | ペルフルジモフ郡 |
| 224    | シンパフ駅                                 | 4.4          | 43.4         | ■  |                                                                                              | ヴィソチナ州 | ペルフルジモフ郡 |
| 224    | オブラタニ駅                               | 2.0          | 45.4         | ■  |                                                                                              | ヴィソチナ州 | ペルフルジモフ郡 |
| 224    | ポルジーン駅                               | 6.8          | 52.2         | ■  |                                                                                              | 南ボヘミア州 | ターボル郡       |
| 224    | ヒーノフ駅                                 | 5.3          | 57.5         | ■  |                                                                                              | 南ボヘミア州 | ターボル郡       |
| 224    | ドブロニツェ・ウ・ヒーノヴァ駅             | 3.4          | 60.9         | ■  |                                                                                              | 南ボヘミア州 | ターボル郡       |
| 224    | スミスロフ駅                               | 3.0          | 63.9         | ■  |                                                                                              | 南ボヘミア州 | ターボル郡       |
| 224    | ターボル・ムニェシツェ駅（2017年12月開業） | 3.0          | 66.9         | ■  |                                                                                              | 南ボヘミア州 | ターボル郡       |
| 224    | ターボル駅                                 | 2.5          | 69.4         | ■  | 201号線（ピーセク方面）、202号線（ベヒニェ方面） 220号線（ブヂェヨヴィツェ方面、プラハ方面） | 南ボヘミア州 | ターボル郡       |